# 八幡台 (つくば市)
八幡台（はちまんだい）は茨城県つくば市の大字。郵便番号は305-0843。

## 地理
つくば市の南部に位置し、筑波研究学園都市研究学園地区に属する。全域が医薬基盤研究所（元国立感染症研究所・国立医薬品食品衛生研究所）の施設である。
東・北は柳橋、西は大白硲（おおしらはざま）、南は小白硲（こしらはざま）と接している。

## 歴史

### 町名の変遷
| 実施後 | 実施年月日                | 実施前（各大字ともその一部）                                                                                                 |
| ------ | ------------------------- | --- |
| 八幡台 | 1975年（昭和50年）2月11日 | 大字柳橋字谷津・字海道・字下道・字中道山・字梨ノ木・字山谷・字八幡台・字大塚、大字大白硲字大久保向、大字小白硲字赤松・字大窪 |

## 小・中学校の学区
市立小・中学校に通う場合、八幡台全域が柳橋小学校、谷田部中学校となる。

## 交通
つくば市道が通る。

## 施設
- 医薬基盤研究所
  - 霊長類医科学研究センター
  - 薬用植物資源研究センター筑波研究部